# Nankang-Fondriest

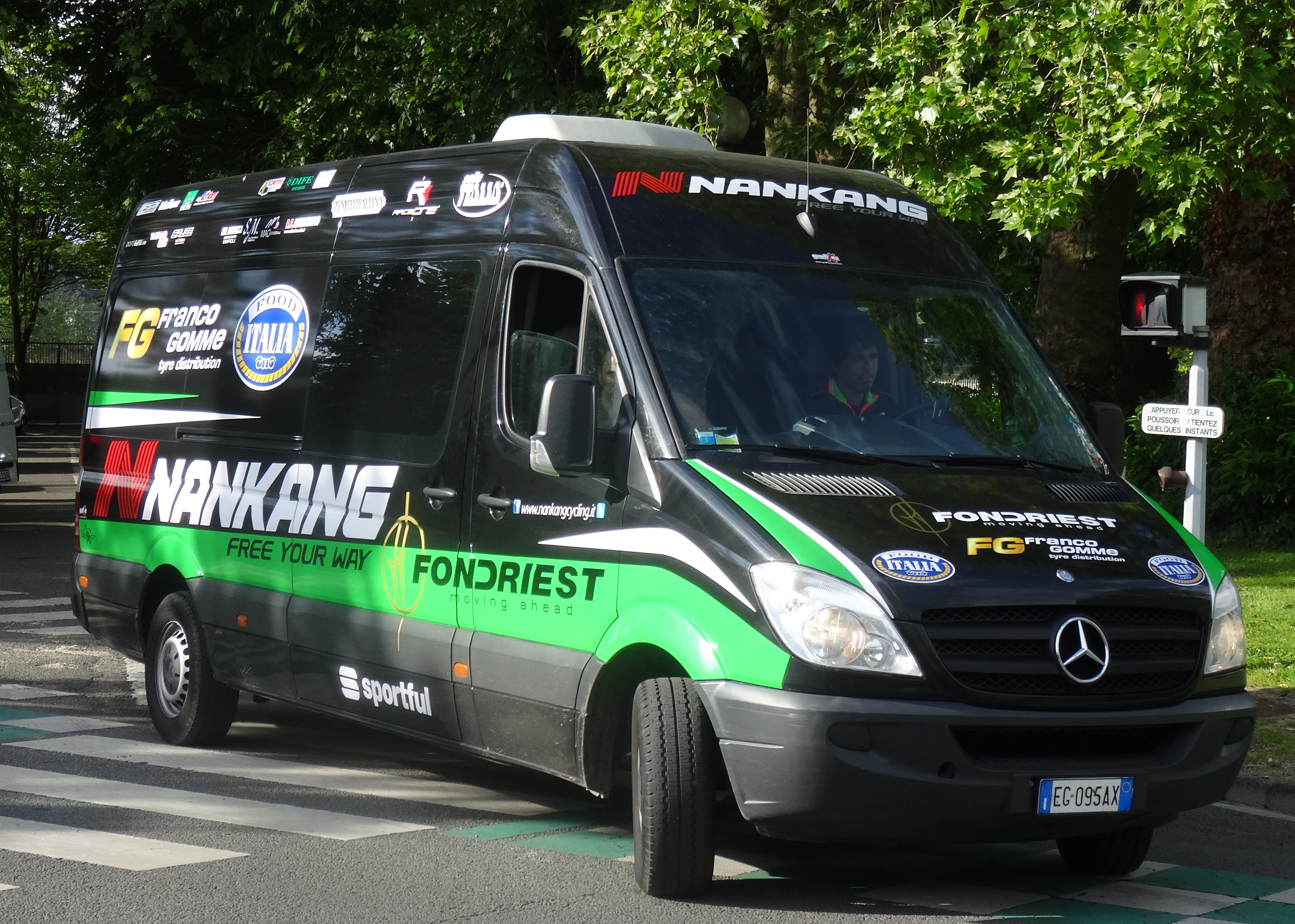
Cotxe de suport

El Nankang-Fondriest (codi UCI: CEF), conegut anteriorment com a Ceramica Flaminia-Fondriest, va ser un equip ciclista italià professional en ruta que va competir de 2013 a 2014 i va tenir de categoria Continental.
No s'ha de confondre amb l'anterior equip Ceramica Flaminia, ni amb el posterior Nankang-Dynatek.

## Principals resultats
- Giro dels Apenins: Davide Mucelli (2013)

### Grans Voltes
- Giro d'Itàlia
  - 0 participacions

- Tour de França
  - 0 participacions

- Volta a Espanya
  - 0 participacions

## Classificacions UCI

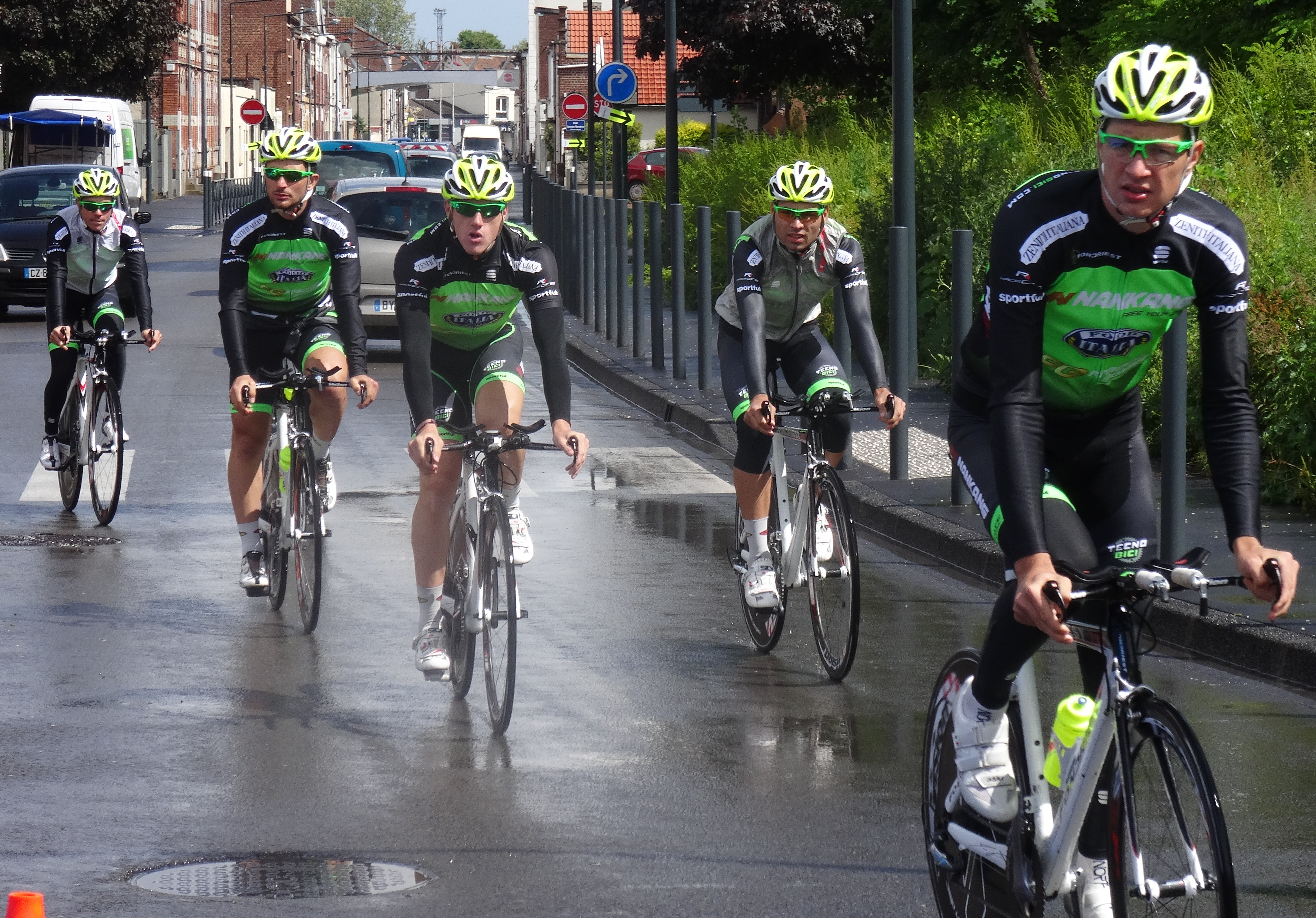
Ciclistes a la París-Arras Tour de 2014

L'equip va competir als circuits continentals de ciclisme concretament a l'UCI Europa Tour. La taula presenta les classificacions de l'equip al circuit, així com el millor ciclista individual.
UCI Europa Tour
| Temporada | Classificació per equips | Millor ciclista en la classificació individual |
| --------- | ------------------------ | ---------------------------------------------- |
| 2013      | 23è                      | Ivan Rovni (20è)                               |
| 2014      | 107è                     | Matteo Belli (485è)                            |